# Цзюйдихоу
Цзюйдихоу (Цзюйдихэу; кит. упр. 且鞮侯, пиньинь Qiědīhóu) — шаньюй хунну с 101 года до н. э. по 96 год до н. э. Выбран шаньюем съездом князей из младших принцев крови. Отбил наступление китайцев.

## Происхождение
В правление предыдущих шаньюев Цзюйдихоу не занимал какого-либо важного места в державе хунну. Он не имел титула, хотя его брат был Великим Восточным Дуюем, что косвенно указывает на принадлежность к луань-ди (роду шаньюев). В любом случае, наследник Сюйлиху был ещё ребёнком, а Хань У-ди собирался покончить с хунну, поэтому был нужен шаньюй, способный отразить агрессию. Так на съезде князей ханьюем выбрали Цзюйдихоу.

## Правление
Цзюйдихоу принял трон в тяжёлое время: мощь империи Хань не имела равных. В 101—100 Шаньюй приказал отпустить на родину всех задержаных китайских послов, кроме тех, кто решил остаться в хунну. В частности, Лу Чунго вернулся в Китай. Чтобы отблагодарить Цзюйдихоу, к хуннам был послан чжулангян Су Ву и привёз шаньюю богатые дары, что очень обрадовало шаньюя. В 99 от шаньюя сбежал китайский советник Чжао Пону.
Позже в 99 году, Хань У-ди отправил Ли Гуанли Эршинского с 30 000 конницы. Гуанли вышел из Цзюцзюаня и неожиданно напал на западного чжуки-князя, разбив его, взял 10 000 пленных. На обратном пути хунны догнали его и нанесли урон в 7 000 человек. Поход второго войска ингянь Гяньгюня Ао и Лу Бодэ из города Сихэ не принёс результатов. Третья армия кидуюя Ли Лина (5000 воинов), выйдя из Сюйяня прошла 500 км н натнулась на хуннское войско. Ли Лин занял оборону, и хунну потеряли 10 000, пытаясь взять лагерь, но у китайцев кончились припасы и они начали отступать. Почти все были убиты, а Ли Лин сдался шаньюю. По китайским сведениям, против Ли Лина сражалось 110 000 хуннов (30 тыс. шаньюевых и 80 тыс. войск других князей.) Ли Лин убил 13 000 хуннов и оборонялся пока не кончились стрелы и провизия, и если бы не предательство одного офицера, открывшего хуннам бедственное положение армии, Ли Лин вполне мог бежать. Ли Лин сдался хуннам только из желания спасти хоть немногих воинов. Действительно, 400 человек смогло спастись. Тем не менее, Хань У-ди объявил Ли Лина изменником. Шаньюй простил Ли Лина и поселил его в области Хягас, а в 97 году женил его на своей дочери, потомки Ли Лина очень долго правили этой областью и пережили крушение хунну.
В 97 Хань У-ди приказал начать новый поход на хунну. В Ордос (Шофан) был отправлен Ли Гуанли эршинский с 60 000 конницы и 100 000 пехоты. Лу Бодэ (цянну дуюй) с 10 000 и Хань Юэ (юцзи гянгюнь) из Яньмэня с 10 000 конницы и 30 000 пехоты. Цзюйдихоу перевёл орду на северный берег реки Сеушуй, а сам с 100 000 войском встал на южном берегу. 6 дней сражались Цзюйдихоу и Ли Гуали, на шестой день Ли Гуанли узнал, что его родственников обвинили в колдовстве против Хань У-ди и казнили. Ли Гуанли отступил. Ао и Юэ сражались неудачно и отступили. В целом грандиозный поход обернулся катастрофой.
В 96 году до н. э. Цзюйдихоу умер.